# Кукурудза Дмитро Станіславович
Дмитро Станіславович Кукурудза — старший матрос Збройних сил України, учасник російсько-української війни, що загинув у ході російського вторгнення в Україну в 2022 році.

## Військова служба
Дмитро Кукурудза нас військову службу на посаді діловода стройової частини відділення персоналу штабу миколаївської 36-ї бригади морської піхоти.

## Нагороди
- орден «За мужність» III ступеня (2022, посмертно) — за особисту мужність і самовіддані дії, виявлені у захисті державного суверенітету та територіальної цілісності України, вірність військовій присязі.